# Cyathea axillaris
Cyathea axillaris är en ormbunkeart som först beskrevs av Giuseppe Raddi, och fick sitt nu gällande namn av David Bruce Lellinger. Cyathea axillaris ingår i släktet Cyathea och familjen Cyatheaceae. Inga underarter finns listade.